# Dimítrios Kremastinós
Dimítrios Kremastinós (en grec moderne : Δημήτρης Κρεμαστινός), né le 1er mai 1942 à Chálki en Grèce et mort à Athènes de la COVID-19, le 8 mai 2020 , est un homme politique grec.

## Biographie
Aux élections législatives grecques de janvier 2015, Dimítrios Kremastinós est élu député au Parlement grec sur la liste du Mouvement socialiste panhellénique dans la circonscription du Dodécanèse.